# Хунгутань
Хунгута́нь (кит. упр. 红谷滩, пиньинь Hónggǔtān) — район городского подчинения городского округа Наньчан провинции Цзянси (КНР). 

## История
В марте 1981 года в составе Наньчана был создан район Ваньли (湾里区). В 2001 году было принято решение о переносе в эти места городского центра, и в 2002 году на территорию Хунгутаньского комитета района Ваньли переехали партийные и государственные органы Наньчана.
Постановлением Госсовета КНР от 13 декабря 2019 года был расформирован район Ваньли: часть его земель была включена в состав района Синьцзянь, а на оставшейся территории был создан район Хунгутань.

## Административное деление
Район делится на 1 уличный комитет, 1 посёлок и 3 административных комитета.